# Campeonato Mundial de Ciclismo en Pista de 1900
El VIII Campeonato Mundial de Ciclismo en Pista se celebró en París (Francia) entre el 12 y el 18 de agosto de 1900 bajo la organización de la Unión Ciclista Internacional (UCI) y la Federación Francesa de Ciclismo.
Las competiciones se realizaron en la pista del estadio Parque de los Príncipes de la capital francesa. En total se disputaron 4 pruebas, 2 para ciclistas profesionales y 2 para ciclistas aficionados o amateur.

## Medallistas

### Profesional
| Evento      | Oro                      | Plata                        | Bronce                 |
| ----------- | ------------------------ | ---------------------------- | ---------------------- |
| Velocidad   | Edmond Jacquelin Francia | Harie Meijers · Países Bajos | Willy Arend Alemania   |
| Medio fondo | Constant Huret Francia   | Edouard Taylor Francia       | Émile Bouhours Francia |

### Amateur
| Evento      | Oro                             | Plata                          | Bronce                       |
| ----------- | ------------------------------- | ------------------------------ | ---------------------------- |
| Velocidad   | Alphonse Didier-Nauts · Bélgica | John Henry Lake Estados Unidos | Ferdinand Vasserot Francia   |
| Medio fondo | Louis Bastien Francia           | Wilhelm Henie · Noruega        | Lloyd Hildebrand Reino Unido |

## Medallero
| Núm. | País           | Oro | Plata | Bronce | Total |
| ---- | -------------- | --- | ----- | ------ | ----- |
| 1    | Francia        | 3   | 1     | 2      | 6     |
| 2    | Bélgica        | 1   | 0     | 0      | 1     |
| 3    | Estados Unidos | 0   | 1     | 0      | 1     |
| 3    | Noruega        | 0   | 1     | 0      | 1     |
| 3    | Países Bajos   | 0   | 1     | 0      | 1     |
| 6    | Alemania       | 0   | 0     | 1      | 1     |
| 6    | Reino Unido    | 0   | 0     | 1      | 1     |
|      | TOTAL          | 4   | 4     | 4      | 12    |